# سروش حبیبی
سروش حبیبی مترجم ایرانی (زادهٔ ۷ خرداد ۱۳۱۲) است که ده‌ها عنوان کتاب از زبان‌های فرانسه، روسی، آلمانی و انگلیسی به فارسی ترجمه کرده است.

## زندگی
سروش حبیبی در ۷ خرداد ۱۳۱۲ در تهران زاده شد. تحصیلات دبیرستانی را در تهران در دبیرستان فیروز بهرام به پایان رساند. از سال ۱۳۲۹ در مدرسهٔ عالی پست و تلگراف ادامه‌تحصیل داد و سپس به خدمت وزارت پست و تلگراف و تلفن درآمد. در سال ۱۳۳۹ برای ادامه‌تحصیل به دانشگاه فنی دارمشتات در آلمان رفت و به مدت سه سال به تحصیل در رشتهٔ الکترونیک و نیز یادگیری زبان آلمانی پرداخت. در وزارت پست و تلگراف رئیس دروس دانشکدهٔ مخابرات شد و در تغییر برنامه و تبدیل آن به دانشگاه مخابرات سهم عمده‌ای داشت، و از او به‌عنوان مجری طرح تشکیل مرکز تحقیقات مخابرات نیز یاد می‌شود. فعالیت او در زمینهٔ ترجمه از همکاری منظم با مجلهٔ سخن آغاز شد. در سال ۱۳۵۱ پس از ۲۰ سال خدمت از وزارت پست و تلگراف و تلفن بازنشسته شد، و در انتشارات دانشگاه صنعتی شریف با سمت سرویراستار به کار مشغول شد و به ویراستاری چند کتاب دانشگاهی از جمله فیزیک دانشگاهی پرداخت. سروش حبیبی در سال ۱۳۵۶ به آمریکا رفت و از سال ۱۳۵۸ در فرانسه اقامت دارد.

## اهمیت آثار ترجمه‌ای
سروش حبیبی طی بیش از چهار دهه فعالیت خود در عرصهٔ ترجمهٔ آثار ادبی، دریچهٔ تازه‌ای به روی خوانندگان ایرانی گشوده است، و آشنایی فارسی‌زبانان با نویسندگانی چون رومن گاری، آلخو کارپانتیه و الیاس کانتی از راه ترجمه‌های او بوده است. سروش حبیبی مترجمی چندزبانه است و از زبان‌های آلمانی، انگلیسی، روسی و فرانسوی به فارسی ترجمه می‌کند. اعتماد خوانندگان ایرانی به شیوهٔ ترجمهٔ او چنان است که هر یک از ترجمه‌های تازهٔ او از آثار نویسندگان مشهوری چون داستایوفسکی که سال‌ها پیش به فارسی ترجمه شده بوده‌اند با استقبال خوانندگان آثار ادبی روبرو می‌شود. اثر سترگ نویسندهٔ معروف روس واسیلی گروسمان با عنوان پیکار با سرنوشت یکی از برجسته‌ترین ترجمه‌های سروش حبیبی است.